# العلاقات الكاميرونية البالاوية
العلاقات الكاميرونية البالاوية هي العلاقات الثنائية التي تجمع بين الكاميرون وبالاو.

## مقارنة بين البلدين
هذه مقارنة عامة ومرجعية للدولتين:
| وجه المقارنة                                              | الكاميرون                      | بالاو                         |
| --------------------------------------------------------- | ------------------------------ | ----------------------------- |
| المساحة (كم2)                                             | 475.44 ألف                     | 465                           |
| عدد السكان (نسمة)                                         | 24.05 مليون                    | 21.73 ألف                     |
| الكثافة السكانية (ن./كم²)                                 | 50.58                          | 4.67 ألف                      |
| العاصمة                                                   | ياوندي                         | نغيرولمود، كورور              |
| اللغة الرسمية                                             | لغة فرنسية، لغة إنجليزية       | لغة إنجليزية، اللغة البالاوية |
| العملة                                                    | فرنك وسط أفريقي                | دولار أمريكي                  |
| الناتج المحلي الإجمالي (بليون دولار)                      | 34.80 مليار                    | 291.54 مليون                  |
| الناتج المحلي الإجمالي (تعادل القوة الشرائية) بليون دولار | 72.72 مليار                    | 326.12 مليون                  |
| الناتج المحلي الإجمالي الاسمي للفرد دولار أمريكي          | 1.22 ألف                       | 13.50 ألف                     |
| الناتج المحلي الإجمالي للفرد دولار أمريكي                 | 2.97 ألف                       | 14.76 ألف                     |
| مؤشر التنمية البشرية                                      | 0.512                          | 0.780                         |
| رمز المكالمات الدولي                                      | +237                           | +680                          |
| رمز الإنترنت                                              | .cm                            | .pw                           |
| المنطقة الزمنية                                           | توقيت غرب أفريقيا، ت ع م+01:00 | ت ع م+09:00                   |

## منظمات دولية مشتركة
يشترك البلدان في عضوية مجموعة من المنظمات الدولية، منها:
| علم المنظمة | اسم المنظمة                                 | تاريخ انضمام الكاميرون | تاريخ انضمام بالاو |
| ----------- | ------------------------------------------- | ---------------------- | ------------------ |
|             | مجموعة دول أفريقيا والكاريبي والمحيط الهادئ | ?                      | ?                  |
|             | مؤسسة التنمية الدولية                       | 10 أبريل 1964          | 16 ديسمبر 1997     |
|             | الأمم المتحدة                               | 20 سبتمبر 1960         | 15 ديسمبر 1994     |
|             | البنك الدولي للإنشاء والتعمير               | 10 يوليو 1963          | 16 ديسمبر 1997     |
|             | منظمة حظر الأسلحة الكيميائية                | ?                      | ?                  |
|             | مؤسسة التمويل الدولية                       | 1 أكتوبر 1974          | 16 ديسمبر 1997     |
|             | وكالة ضمان الاستثمار متعدد الأطراف          | 7 أكتوبر 1988          | 16 ديسمبر 1997     |
|             | يونسكو                                      | 11 نوفمبر 1960         | 20 سبتمبر 1999     |

## وصلات خارجية
- موقع وزارة الخارجية الكاميرونية